# Большееланский сельсовет
Большееланский сельсовет — сельское поселение в Пензенском районе Пензенской области Российской Федерации.
Административный центр — село Большая Елань.

## История
Статус и границы сельского поселения установлены Законом Пензенской области от 2 ноября 2004 года № 690-ЗПО «О границах муниципальных образований Пензенской области».

## Население
| 2002  | 2010  | 2012  | 2013  | 2014  | 2015  | 2016  |
| ----- | ----- | ----- | ----- | ----- | ----- | ----- |
| 2188  | ↘2122 | ↗2136 | ↘2098 | ↘2050 | ↘1994 | ↘1968 |
| 2017  | 2018  | 2021  |       |       |       |       |
| ↘1933 | ↘1881 | ↘1680 |       |       |       |       |

## Состав сельского поселения
| № | Населённый пункт | Тип населённого пункта       | Население |
| - | ---------------- | ---------------------------- | --------- |
| 1 | Ахлебиновка      | деревня                      | 40        |
| 2 | Большая Елань    | село, административный центр | ↘1288     |
| 3 | Лисовка          | посёлок                      | 7         |
| 4 | Михайловка       | деревня                      | 14        |
| 5 | Надеждино        | село                         | ↘656      |
| 6 | Ханеневка        | деревня                      | 117       |